# فيراري تيستاروسا

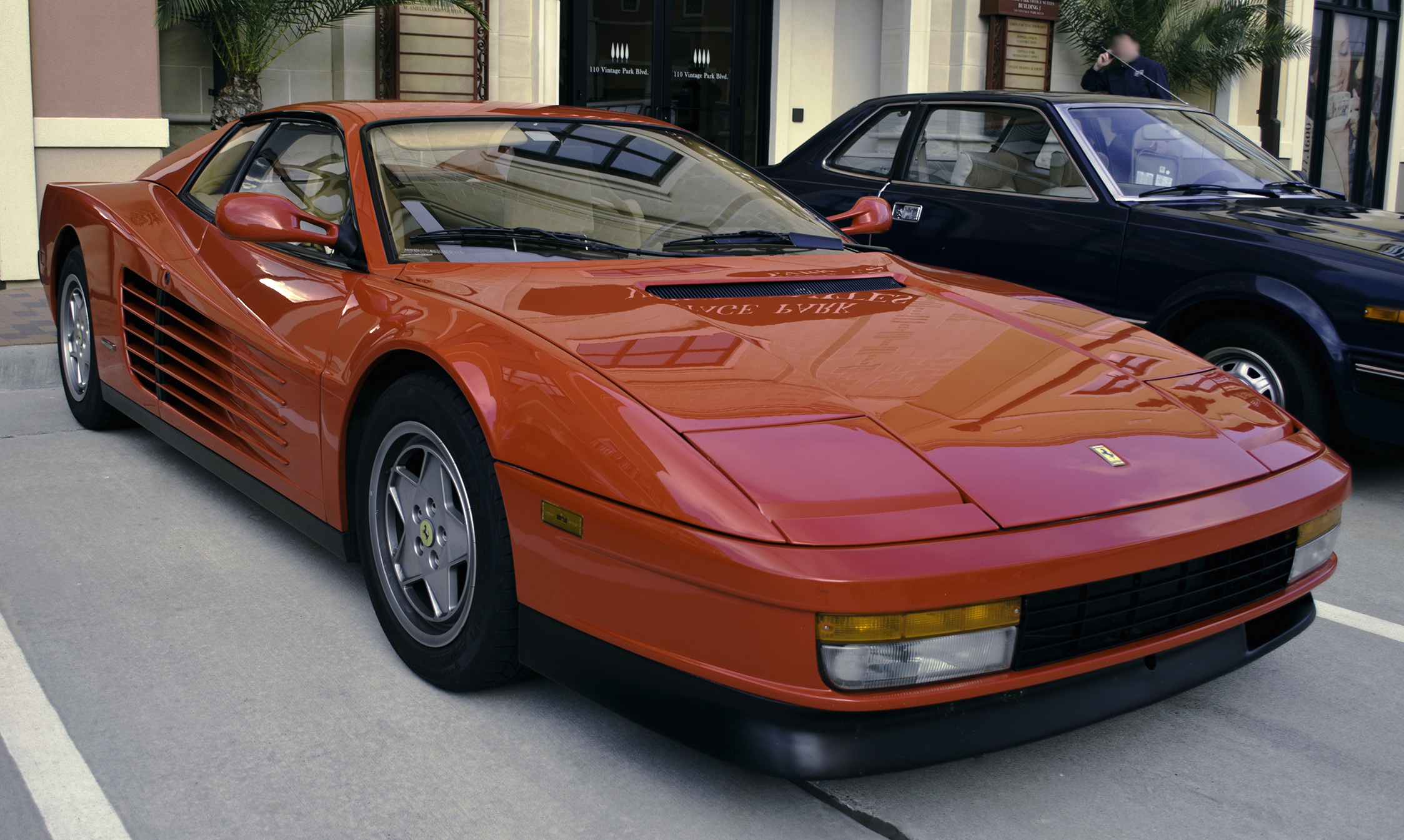
سيارة فيراري تيستاروسا

فيراري تيستاروسا (بالإيطالية: Ferrari Testarossa)‏ هي سيارة رياضية إيطالية الصنع. بدأ ظهورها عام 1984 وظهر إصدارها الأخير عام 1996.

## مصدر
1. ↑  Ferrari Testarossa نسخة محفوظة 31 أغسطس 2017 على موقع واي باك مشين.

## وصلات خارجية
- Official Ferrari website with information on the Testarossa